# 九條竴子
藤原（九条）竴子（ふじわらの（くじょう）しゅんし（よしこ）、1209年（承元3年5月22日）—1233年（天福元年9月18日）），鎌倉時代国母。後堀河天皇中宮，四条天皇和皞子内親王之母。光明峰寺入道九条道家之女。母親是西園寺公經的女兒藤原綸子。同母弟有洞院攝政九条教實、二条家之祖二条良實、鎌倉幕府4代将軍藤原賴經、一条家之祖後一条入道關白一条實經，女院号藻璧門院。

## 經歷
1229年（寬喜元年）入宮，11月3日叙從三位，23日為女御，1230年（寬喜2年）2月16日為中宮。1231年（寬喜3年）2月12日生下第一皇子秀仁親王（四条天皇），次年生下第四皇女皞子内親王。1233年（貞永2年）4月3日，院号宣下。同年（天福元年）9月18日，生皇子。皇子殤，他也因難產而死。在短暫生涯中留下了很多和歌作品。